# Aymen Toumi
Aymen Toumi (arabisch أيمن التومي, geb. 11. Juli 1990 in Sousse) ist ein ehemaliger tunesischer Handballer, der für Montpellier Handball und die tunesische Nationalmannschaft spielte.
Er trat für die Nationalmannschaft bei den Olympischen Sommerspielen 2012 in London an, wo das tunesische Team das Viertelfinale erreichte. Auch 2016 in Rio de Janeiro spielte er in der Nationalmannschaft bei Olympia.

## Erfolge

### Nationalmannschaft
Afrikameisterschaft
- : 2012 Marokko

U-21-Handball-Weltmeisterschaft der Männer
- : 2011 Griechenland

### Verein
African Handball Super Cup (Super Cup Babacar Fall)
- : 2013 Sousse
- : 2011 Yaoundé

African Champions League
- : 2010 Casablanca
- : 2011 Kaduna

African Handball Cup Winners’ Cup
- : 2012 Tunis
- : 2013 Hammamet

Tunisia National League (Nationale A)
- : 2011

Tunisia National Cup
- : 2010